# Alessandria Bucefala
Alessandria Bucefala (odierna Jhelum, città del Punjab, provincia del Pakistan), è una città fondata in onore del suo cavallo Bucefalo dal condottiero macedone Alessandro Magno.

## Storia
Fondata nel maggio del 326 a.C., la città era situata sull'Hydaspes (fiume Jhelum), a est del fiume Indo. Bucefalo era morto dopo la battaglia dell'Hydaspes nel 326 a.C.. La guarnigione era composta da veterani greci e iraniani e da abitanti di Pauravas. Aveva grandi cantieri navali, il che fa pensare che fosse un centro di commercio.
Alessandria Bucefala rimase un centro importante per un certo periodo, come viene mostrato nella Tavola Peutingeriana.
Nel Periplo del Mar Eritreo del I secolo si legge:
(Periplo del Mare Eritreo, cap. 47)
Circa 17 città vennero chiamate con il prenome "Alessandria" durante il periodo. Dall'altra parte del fiume, sul luogo della battaglia fu fondata anche la vicina città di Alessandria Nicea. Alessandro fondò circa 20 città, ma ne rinominò anche altre, per un totale di circa 70 città che, secondo quanto riportato da Plinio, furono da lui nominate.
Un riferimento ad Alessandria Bucefala può comparire nel Mūlasarvāstivāda Vinaya, un testo buddista dei primi secoli dopo Cristo. Questo testo fa riferimento a due città chiamate Ādirājya ("Luogo della prima regalità") e Bhadrāśva ("Luogo del buon cavallo") situate sul fiume Vitastā (cioè Hydaspes) lungo la strada che da Gandhāra porta a Mathura. I buddisti attribuivano queste due città al mitico re Mahāsammata, ma alcuni studiosi moderni propongono di identificarle con le due città fondate da Alessandro Magno, Nicea e Bucefala.